# Brooks Tillotson
Chester Brooks Tillotson (* 13. September 1930 in Fort Edward; † 2. November 2018 in Glens Falls) war ein US-amerikanischer Theater-, Jazz-, Orchester- und Studiomusiker (Waldhorn).

## Leben und Wirken
Brooks Tillotson studierte an der University of Vermont und an der NewYorker Juilliard School, um anschließend seinen Militärdienst abzuleisten, wobei er vier Jahre in einer Band der Kriegsmarine spielte, stationiert in Honolulu und San Diego. Nach seiner Entlassung aus dem Militär arbeitete er in New York City, wo er u. a. bei dem New York Philharmonic Orchestra spielte, außerdem Solo-Konzerte in der Town Hall und Alice Tully Hall gab. Des Weiteren war er an zahlreichen Broadwayshows beteiligt.
Im Laufe seiner Karriere arbeitete er mit Stars wie Carly Simon, Tony Bennett, Lena Horne, Carmen McRae, Don McLean, Chaka Khan, Frank Sinatra, Gladys Knight and the Pips, Judy Collins, Philip Glass sowie mit Jazzgrößen wie David Amram (Subway Night), Charles Mingus (Let My Children Hear Music, 1971), Randy Weston (Blue Moses), Grover Washington Jr., Bill Evans/Claus Ogerman (Symbiosis, 1974), George Benson, Dizzy Gillespie (Afro-Cuban Jazz Moods), Maynard Ferguson, Stanley Turrentine und Stan Kenton. Nach seinem Ruhestand lebte in Fort Edward, New York, wo er weiterhin auf lokaler Ebene mit Symphonie-Orchestern in Utica, Schenectady, Glens Falls und Albany spielte. Im Bereich des Jazz war er zwischen 1964 und 1984 an 56 Aufnahmesessions beteiligt, u. a. auch bei Esther Phillips, Gábor Szabó, Moondog, Hank Crawford (Wildflower), Eumir Deodato (Whirlwinds), Joe Farrell, Bob James, Michel Legrand und zuletzt bei Terumasa Hino (Trans-Blue).